# 李光富
李光富（1955年8月—），又名李诚道，男，汉族，湖北郧县人，中华人民共和国道士，中国道教协会会长，第十一届、第十三届全国政协委员。中国人民政治协商会议全国委员会民族和宗教委员会副主任。

## 生平
1955年8月，李光富出生在湖北省郧县一个世代务农的家庭。1974年1月至1984年6月，李光富在郧县黄柿乡周庄村出任林业指导员。1984年8月，李光富正式出家成了一名道士，在武当山修炼。
李光富曾担任中国道教协会常务理事、湖北省道教协会名誉副会长。2015年6月，李光富当选中国道教协会会长。
2008年，李光富当选第十一届全国政协委员，代表宗教界，分入第五十一组。并担任民族和宗教委员会专委。2018年1月，当选第十三届全国政协委员。